# (3332) Raksha
(3332) Raksha (1978 NT1) – planetoida z pasa głównego asteroid okrążająca Słońce w ciągu 4,06 lat w średniej odległości 2,54 j.a. Odkryła ją Ludmiła Czernych 4 lipca 1978 roku.